# Mavra
Mavra est un opéra bouffe en un acte composé par Igor Stravinsky en 1922 sur un livret de Boris Kochno, d'après La Petite maison dans la forêt d'Alexandre Pouchkine. 
En raison de l'admiration qu'il éprouvait pour le style et les conventions du vieil opéra russo-italien, Stravinsky décida de s'essayer à ce genre. Il termina la composition de l'œuvre en mars 1922 et la création eut lieu à l'Opéra de Paris, le 3 juin 1922, dans un programme des Ballets russes contenant également Renard et dans une mise en scène de la sœur de Vaslav Nijinski, Bronislava Nijinska. L'œuvre, une des premières composées dans le style néo-classique du compositeur, dure environ vingt-cinq minutes.

## Personnages et distribution de la première
- Parasha (soprano) : Oda Slobodskaya[1].
- la voisine (mezzo-soprano) : Hélène Sadovène
- la mère (contralto) : Zoïa Rosowska
- le hussard (ténor) : Stefan Belina Skoupevsky (pl)

## Argument

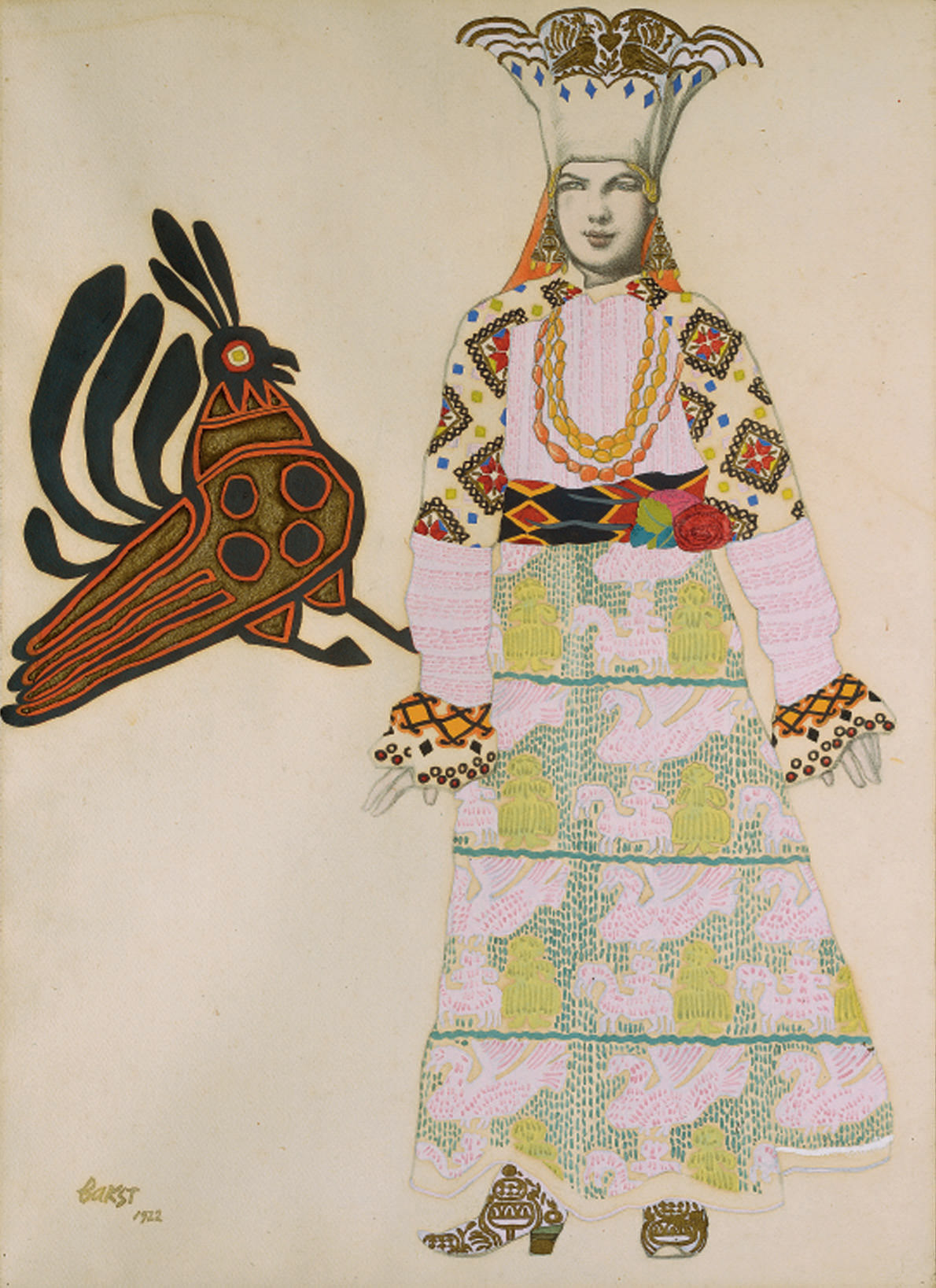
Etude de costume pour l'opéra comique "Mavra" d'Igor Stravinsky.

L'action se déroule dans un village russe, vers 1840. Parasha est amoureuse du hussard, son voisin. La mère de Parasha, à la suite de la mort de leur cuisinière, cherche une domestique. Elle demande à sa fille d'en trouver une. Parasha revient rapidement accompagnée d'une jeune femme s'appelant Mavra. Il s'agit en réalité du hussard déguisé. La mère ne remarque rien de ce déguisement. Pour vérifier si la nouvelle servante travaille convenablement, la mère emmène Parasha en promenade, puis revient plus tôt et trouve le hussard se rasant. Elle s'évanouit tandis que le hussard s'enfuit.

## Mouvements
1. Ouverture
2. Air de Parasha
3. Chant tzigane du hussard
4. Dialogue (la mère et Parasha)
5. Air de la mère
6. Dialogue (la mère et la voisine)
7. Duo (la mère et la voisine)
8. Dialogue (la mère, la voisine, Parasha, Mavra)
9. Quatuor (la mère, la voisine, Parasha, Mavra)
10. Dialogue (la mère, la voisine, Parasha, Mavra)
11. Duo (Parasha, Mavra)
12. Dialogue (Mavra, Parasha, la mère)
13. Air de Mavra
14. Coda